# Astomaea
Astomaea là chi thực vật có hoa trong họ Apiaceae.